# Martin Zet

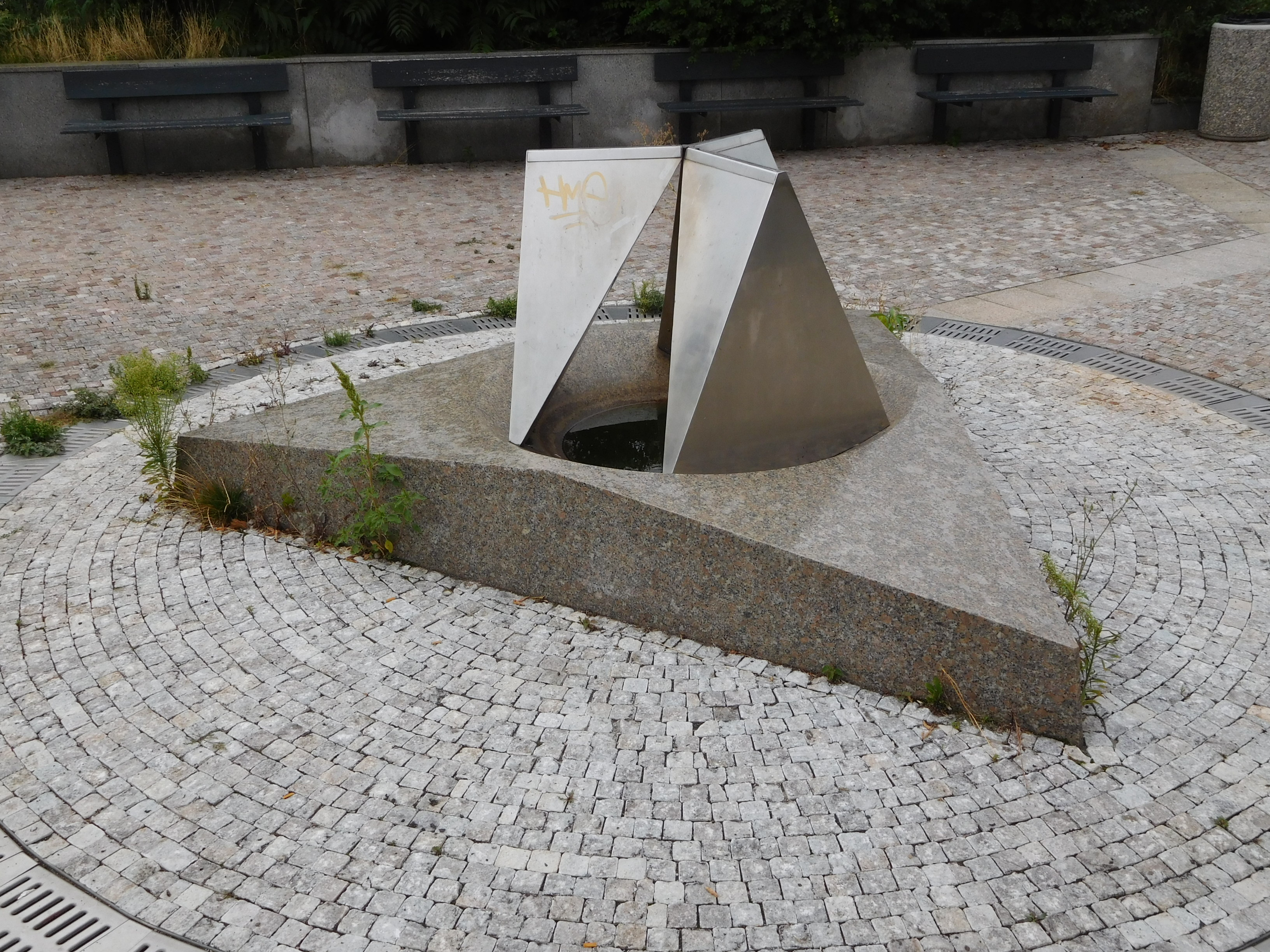
Fontána, Praha-Strašnice, 1990

Martin Zet (* 11. září 1959 Praha) je český umělec, performer a sochař. Spektrum jeho tvorby zahnuje také kresbu, fotografii, video, happening nebo autorskou knihu.

## Život a dílo
Jeho matka byla tanečnicí a dodnes učí tradiční lidové tance. Jeho otcem byl sochař Miloš Zet. Martin Zet v letech 1979–1985 studoval sochařství na Akademii výtvarných umění v Praze v ateliérech Jiřího Bradáčka a Jana Hány. Žije a pracuje v Libušíně. Zde v roce 1998 založil Centrum pro současné umění Libušín, pod jehož hlavičkou se věnoval různým tvůrčím a vydavatelským aktivitám. Od roku 2008 je centrum v „časově neomezené stávce“. Jako pedagog Zet působil v letech 2010–2017 jako vedoucí Ateliéru video na Fakultě výtvarných umění VUT v Brně. V roce 2013 se stal laureátem ocenění Umělec má cenu, kterou mladí výtvarní umělci, kritici a teoretici udělují inspirativním osobnostem starší generace.
V Zetově práci se prolínají osobní a politické tematické roviny. Z uměleckého hlediska je jeho dílo známé tím, že se odchyluje ze statického ponětí umění a vlastním jazykem nechává ve svých performancích a instalacích působit čas, za pomoci metafor a podobnosti. Například v performanci Česká sbírka 20. století zpracoval portréty českých panovníků a prezidentů počítačovou montáží do jednoho obrazu, kterým reflektuje na čas, kontinuitu stereotypů a paměť. Dílo Martina Zeta je netradiční a jeho happeningy jsou mnohokrát zaznamenané pouze amatérsky. Na druhou stranu je to plodný umělec a za svůj život vystavoval na mnoha výstavách. Na výstavě v Památníku Lidice (2018) a zejména na velké výstavě v Domě umění města Brna (2020) se hlouběji zabýval sochařským odkazem otce Miloše Zeta (zejména jeho pomníkovými realizacemi z období socialismu), a poukazoval skrze ně na vazby k dobovým a osobním souvislostem, jež podmínily jejich vznik a ideové zaměření.

## Samostatné výstavy (výběr)

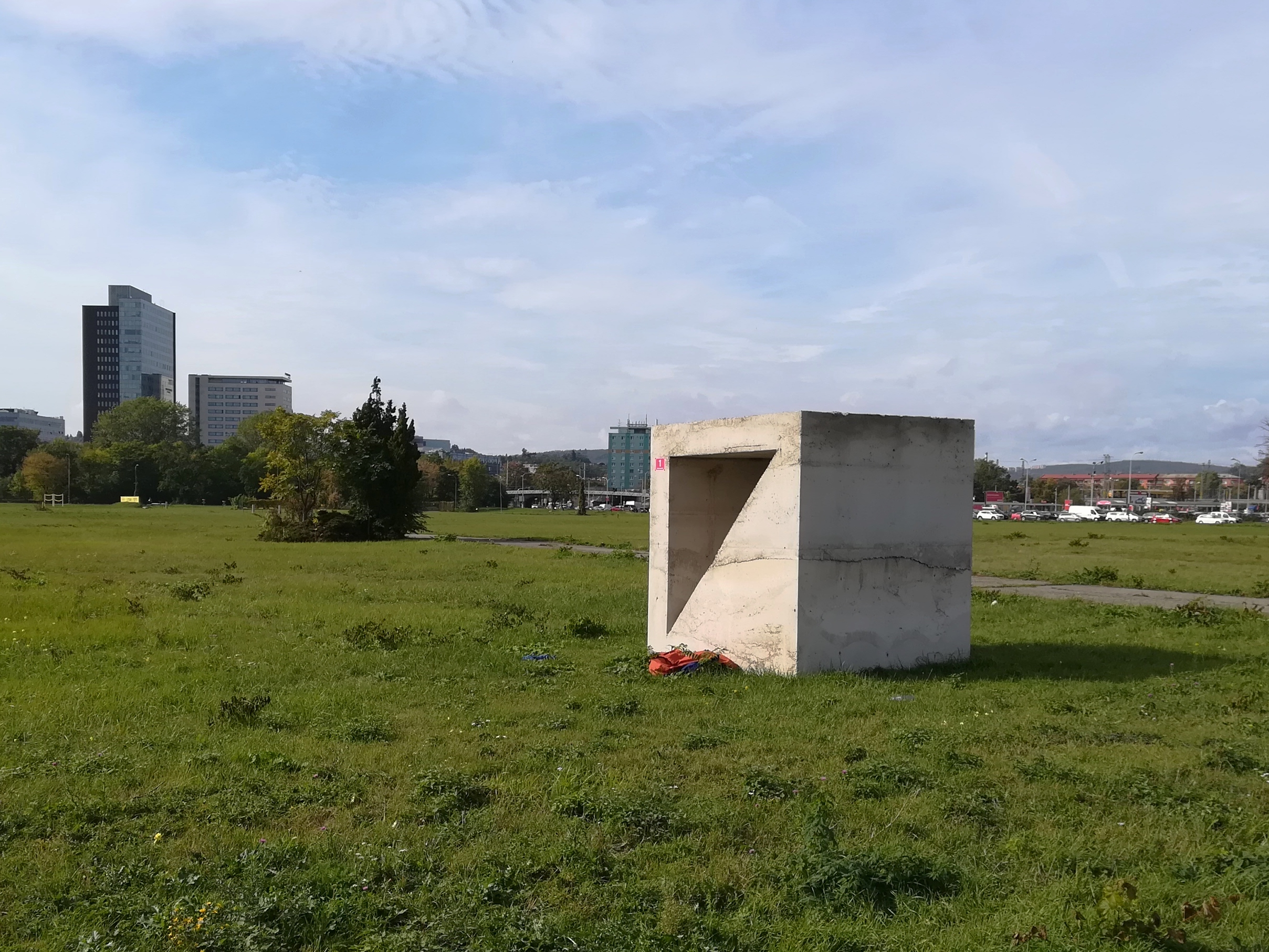
Tvárnice, Brno Art Open 2019

- 1992 Prázdné srdce. Galerie mladých u Řečických, Praha
- 1995 Kresby oceánem. Coney Island, New York (kresby vytvořené mořským příbojem bez zásahu autora)
- 1997 Hrdinové mého dětství. Galerie Dar, Moskva (autorovo zamýšlení se nad svými dětskými kresbami a jejich významem)
- 1999 Česká sbírka 20. století. České centrum, Moskva (koláž portrétů panovníků českých)
- 1999 Kresby mořem. Galerie Emila Filly, Ústí nad Labem
- 2006 Osud národa – sochař Otakar Švec. Galerie Artwall, Praha (fotografie připomínající tvorbu sochaře Otakara Švece, mimo jiné autora Stalinova pomníku pod místem jeho připomínka komunismu a jeho obětí)
- 2013 To nejhorší z Martina Zeta protože Tvá zem Tě potřebuje. Divus, Prager Kabarett, Praha
- 2013 Podpalubí. Galerie Na shledanou, Volyně (tématem výstavy je bezdomovectví na hřbitově, za použití provizorní postele z matrací, kterou si nachystal neznámý bezdomovec)[7]
- 2016 Martin a obři. Galerie Měsíc ve dne, České Budějovice
- 2016 |. Centrun současného umění Futura, Praha.[8]
- 2018 S Čechy už jsem skončil. Památník Lidice[9]
- 2020 Sochař Miloš Zet – Zdi, sokly a makety. Dům umění města Brna[10]

### Skupinové výstavy
- Fenomén hra, Galerie Národní technické knihovny (v uměleckých dílech zobrazeny herní principy a kritický pohled na hru, její vliv, psychologickou roli a etické problémy)
- Hnízda her (2000), Galerie Rudolfinum (divadelní, hudební a vizuální formy ve vzájemné hře, performance)
- Politik-um / New engagement, Pražský hrad, nádvoří a galerie Tereziánské křídlo (tematická výstava politického umění v Čechách)

### Publikace
- Free Martin Zet! (2007)
- Performace pro sebe (2007)
- Saluto Romano (2009)
- Kresby mořem (1999)
- Los Artistas Unidos Jamás Serán Vencidos! (2004)
- Martin Zet